# Город под липами
«Город под липами» (латыш. Pilsēta zem liepām) — художественный фильм об одном из эпизодов Великой Отечественной войны режиссёра Алоиза Бренча, снят на Рижской киностудии в 1971 году. В фильме впервые прозвучала популярная песня Вениамина Баснера и Михаила Матусовского «Крестики-нолики».

## Сюжет
В первые дни войны из окружённой немецкими войсками Лиепаи, после предпринятой попытки обороны города, с боями выходят части Красной армии, флотские экипажи и рабочие отряды.
У доктора Балодиса два сына — Янис и Артур. Один руководит отрядом рабочей дружины, а второй помогает немецким войскам.
Командир роты Борис Попов женился накануне войны. Его жена, военный медик, погибает при отступлении, в перестрелке с немецким отрядом.

## В ролях
- Виталий Коняев — Янис Балодис
- Леонид Неведомский — Костя Фролов
- Вячеслав Шалевич — Борис Попов
- Ингрида Андриня — Айна
- Александр Афанасьев — капитан Рыжухин
- Николай Бармин — командир
- Людмила Безуглая — Клавдия
- Игорь Боголюбов — Рябинин
- Паул Буткевич — Имант
- Любовь Виролайнен — Марта
- Александр Гай — Бобров
- Улдис Думпис — Гринс
- Афанасий Кочетков — Томилов
- Степан Крылов — генерал Дебельцев
- Николай Крюков — Мешков
- Олег Мокшанцев — Дьяков
- Эдуард Павулс — Бунка
- Аркадий Толбузин — Чижов
- Бруно Фрейндлих — доктор Балодис
- Георгий Шевцов — Афонин, капитан-лейтенант
- Гирт Яковлев — Артур Балодис
- Волдемар Лобиньш — эпизод

## Съёмочная группа
- Режиссёр: Алоиз Бренч
- Автор сценария: Сергей Смирнов
- Оператор: Генрих Пилипсон
- Художник: Герберт Ликумс
- Композитор: Вениамин Баснер

## Критика со стороны историков
Советский доктор исторических наук В. И. Савченко критиковал фильм за то, что там показано, что Лиепаю контролировали айзсарги, тогда как на самом деле рабочие патрули поддерживали общественный порядок во время обороны города:

…в угоду занимательности сюжета авторы посвященного обороне Лиепаи художественного фильма «Город под липами» дали совершенно превратную картину событий в Лиепае. У зрителя создается впечатление, что городом владела горстка бандитов, что даже воинским подразделениям рекомендовалось обходить Лиепаю стороной. В кадрах назойливо демонстрируются пустынные улицы якобы «вымершего» города. Действительно, местные фашисты неоднократно пытались поднять голову, однако их действия быстро и решительно пресекались.